# Elmer Lach

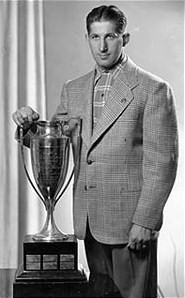
Elmer Lach met de Hart Memorial Trophy

Elmer James Lach (Nokomis, 22 januari 1918 – Pointe-Claire, 4 april 2015) was een Canadese professionele ijshockeyspeler die veertien seizoenen voor de Montreal Canadiens in de National Hockey League uitkwam. In 1944, 1946 en 1953 won hij met hen de Stanley Cup. In 1945 won hij de Hart Memorial Trophy en in 1948 kreeg hij de the Art Ross Trophy. Lach maakte 215 goals en gaf 408 assists.
Na zijn ijshockeyloopbaan werd hij jeugd-ijshockeycoach en zakenman.
Hij werd 97 jaar oud.